# 第一代卡梅伦的费尔法克斯勋爵托马斯·费尔法克斯
第一代卡梅伦的费尔法克斯勋爵托马斯·费尔法克斯（1560年-1640年5月2日）是一位英国贵族、军官、外交官和政治家。但他的爵位是苏格兰贵族。

## 个人生活
托马斯·费尔法克斯是约克郡的托马斯·费尔法克斯爵士和多萝西·盖尔的长子，他出生于约克附近的比尔布勒。年轻时，他曾在低地国家服兵役，并在弗朗西斯·维尔爵士 (Sir Francis Vere) 的部队里指挥一支步兵连。在苏格兰女王玛丽去世前后，他受雇于伊丽莎白一世并与苏格兰的詹姆士六世进行了多次外交往来。詹姆斯曾提出给他一个贵族头衔，但他拒绝了。1586年，他协助詹姆斯六世镇压麦克斯韦勋爵领导下的叛乱；在伊丽莎白去世后，他和他最亲近的六个亲属成为第一批前往苏格兰向新国王宣誓效忠的英国人之一。他曾在第二代埃塞克斯伯爵罗伯特·德弗罗（Robert Devereux）的带领下在法国服役，并于1591年在鲁昂被德弗罗封为爵士。托马斯还在1586年担任林肯选区的国会议员，1588年担任奥尔德伯勒选区的国会议员，1601年和1625年担任约克郡选区国会议员。
詹姆斯一世即位后，托马斯在伊尔克利附近的丹顿庄园定居。在此期间他专心养马，并写过马术书籍。查理一世即位后，托马斯在1625年的议会中再次被授予约克郡的郡骑士。托马斯于1627年5月4日被授予苏格兰贵族卡梅伦的费尔法克斯勋爵的头衔，托马斯在获得头衔的同时得到了1,500英镑的资助。
托马斯·费尔法克斯于1640年5月1日去世。他被埋葬在他于1620年去世的妻子身边，他的妻子在奥特利诸圣教堂的南侧耳堂，那里有一座巨大的祭坛墓，上面放着他们两人的雕像。

## 家庭
1582年，他与罗伯特·阿斯克的女儿艾伦结婚。作为北方委员会的成员，他与委员会主席马尔格雷夫伯爵埃德蒙·谢菲尔德建立了深厚的友谊。他的长子第二代卡梅伦的费尔法克斯勋爵费迪南多·费尔法克斯，于1607年与谢菲尔德的女儿玛丽结婚。1620年，费尔法克斯的小儿子威廉和约翰在驻扎于低地国家的英国军队中服役。威廉的一封信说，他的“白发父亲”买了马匹和武器加入了军队。1631年，托马斯得知他的两个儿子在弗兰肯塔尔围城战中丧生，另外两个儿子则在同一年死于另一起暴力冲突。
费尔法克斯有两个女儿：长女多萝西嫁给了威廉康斯特布尔爵士，次女安妮嫁给了伍利的乔治·温特沃斯爵士。